# The Days of Grays
The Days of Grays är det sjätte studioalbumet av det finländska power metal-bandet Sonata Arctica från 2009, utgivet av skivbolaget Nuclear Blast. Albumet gavs ut i två versioner, en enkel-CD och en digipack-utgåva med en dubbel-CD. Dubbel-CD-versionen innehåller en bonuslåt plus sju låtar som är med på albumet, men med en orkester som också medverkar. På enkel-CD-versionen finns ingen bonuslåt och de sju "orkestrala" låtarna är inte heller med. Alla låtarna på albumet är skrivna av Tony Kakko förutom "Nothing More" som är skriven av Henrik Klingenberg.

## Låtlista
CD (1 CD–versionen och digipak-versionen)
1. "Everything Fades to Gray" (instrumental) – 3:07
2. "Deathaura" – 7:59
  - "The Premonition"
  - "The Witch-Hunt"
  - "Explosing the Heathen"
  - "Envy"
  - "The Fear"
  - "The Grudge"
  - "The Curse"
  - "The Flames"
  - "Endless Inquisition"
  - "...Together, Today, For All Eternity"
3. "The Last Amazing Grays" – 5:40
4. "Flag in the Ground" – 4:09
5. "Breathing" – 3:55
6. "Zeroes" – 4:24
7. "The Dead Skin" – 6:15
8. "Juliet" – 5:59
9. "No Dream Can Heal a Broken Heart" – 4:33
10. "As If the World Wasn't Ending" – 3:49
11. "The Truth Is Out There" – 5:04
12. "Everything Fades to Gray" (full version) – 4:30

Diversa bonusspår
1. "In The Dark" – 5:22 (bonusspår på digipak-versionen)
2. "Nothing More" – 3:55 (bonusspår endast på den japanska utgåvan)[4]
3. "In My Eyes You're a Giant" – 4:42 (bonusspår på den japanska och nordamerikanska utgåvan)[4][5]

CD 2 (digipak-versionen, "Orchestral Bonus CD")
1. "Deathaura" (orchestral version) – 7:57
2. "The Last Amazing Grays" (orchestral version) – 5:10
3. "Flag in The Ground" (orchestral version) – 3:55
4. "Juliet" (orchestral version) – 6:02
5. "As If the World Wasn't Ending" (orchestral version) – 3:56
6. "The Truth Is Out There" (orchestral version) – 5:07
7. "In the Dark" (orchestral version) – 5:22

En begränsad japansk utgåva innehåller en live-inspelning från Europaturnén 2008 med låtarna "Pain in Full", "Black Sheep", "Draw Me", "It Won't Fade", "Replica" och "Don't Say a Word".

## Singlar
- "The Last Amazing Grays" (endast CD-singel, ingen musikvideo till låten)
- "Flag in the Ground" (endast musikvideo-singel, inte som CD-singel)

## Medverkande
Musiker (Sonata Arctica-medlemmar)
- Tony Kakko – sång, keyboard
- Elias Viljanen – gitarr
- Marko Paasikoski – basgitarr
- Henrik Klingenberg – keyboard, hammondorgel
- Tommy Portimo – trummor

Bidragande musiker
- Johanna Kurkela – kvinnlig röst (på "Deathaura" och "No Dream Can Heal A Broken Heart")
- Perttu Kivilaakso (Apocalyptica) – cello (på "Everything Fades To Gray", "Zeroes", "The Truth Is Out There" och "In My Eyes You're A Giant")

Produktion
- Sonata Arctica – producent
- Tony Kakko – producent, ljudtekniker
- Ahti Kortelainen – ljudtekniker (trummor, basgitarr)
- Samu Oittinen, Elias Viljanen – ljudtekniker (gitarrer)
- Pasi Kauppinen – ljudtekniker (hammondorgel)
- Kime Klemettinen – ljudtekniker (kvinnoröst)
- Henrik Klingenberg – ljudtekniker (keyboard)
- Mikko Karmila – ljudmix
- Svante Forsbäck – mastering
- Gina Pitkänen, Janne Pitkänen – omslagsdesign, omslagskonst
- Toni Härkönen – foto